# Pharco FC
Pharco FC (Arabisch: نادي فاركو لكرة القدم) is een Egyptische voetbalclub uit Alexandrië. De club werd in 2010 opgericht en speelde in 2014 voor het eerst in de tweede klasse. In 2021 promoveerde de club voor het eerst naar de hoogste klasse. In 2022 eindigde de club achtste en in 2023 negende. 